# James Heatly
James Heatly (ur. 20 maja 1997 w Edynburgu) – brytyjski (szkocki) skoczek do wody, olimpijczyk z Tokio 2020, brązowy medalista mistrzostw Europy.

## Życie prywatne
Jego dziadek Peter Heatly również był skoczkiem do wody. Reprezentował on Wielką Brytanię na igrzyskach w 1948 i 1952. James Heatly w młodości mieszkał w Stanach Zjednoczonych, gdzie jego ojciec Robert pracował dla Royal Marines. Tam z inspiracji dziadka rozpoczął treningi w skokach do wody. W 2018 James Heatly został pierwszym szkockim medalistą igrzysk Wspólnoty Narodów w skokach do wody od czasów medalu swojego dziadka.

## Udział w zawodach międzynarodowych
| Impreza                                                             | Rok  | Miejsce    | Konkurencja                            | Wynik  | Wynik   |
| Impreza                                                             | Rok  | Miejsce    | Konkurencja                            | Punkty | Miejsce |
| ------------------------------------------------------------------- | ---- | ---------- | -------------------------------------- | ------ | ------- |
| Igrzyska olimpijskie                                                | 2020 | Tokio      | trampolina 3 m indywidualnie           | 411.00 | 9.      |
| Mistrzostwa świata w pływaniu                                       | 2017 | Budapeszt  | trampolina 1 m indywidualnie           | 374.50 | 9.      |
| Mistrzostwa świata w pływaniu                                       | 2019 | Gwangju    | trampolina 1 m indywidualnie           | 372.15 | 9.      |
| Mistrzostwa świata w pływaniu                                       | 2019 | Gwangju    | trampolina 3 m indywidualnie           | 315.40 | 46.     |
| Mistrzostwa Europy w pływaniu, Mistrzostwa Europy w skokach do wody | 2017 | Kijów      | trampolina 3 m indywidualnie           | 395.60 | 9.      |
| Mistrzostwa Europy w pływaniu, Mistrzostwa Europy w skokach do wody | 2017 | Kijów      | trampolina 3 m synchronicznie mężczyzn | 395.61 | brąz    |
| Mistrzostwa Europy w pływaniu, Mistrzostwa Europy w skokach do wody | 2018 | Glasgow    | trampolina 1 m indywidualnie           | 391.70 | brąz    |
| Mistrzostwa Europy w pływaniu, Mistrzostwa Europy w skokach do wody | 2018 | Glasgow    | konkurs drużynowy                      | 343.15 | 4.      |
| Mistrzostwa Europy w pływaniu, Mistrzostwa Europy w skokach do wody | 2019 | Kijów      | trampolina 3 m indywidualnie           | 439.90 | brąz    |
| Mistrzostwa Europy w pływaniu, Mistrzostwa Europy w skokach do wody | 2020 | Budapeszt  | trampolina 3 m indywidualnie           | 464.60 | 4.      |
| Igrzyska Wspólnoty Narodów                                          | 2018 | Gold Coast | trampolina 1 m indywidualnie           | 399.25 | brąz    |
| Igrzyska Wspólnoty Narodów                                          | 2018 | Gold Coast | trampolina 3 m indywidualnie           | 420.30 | 5.      |
| Igrzyska Wspólnoty Narodów                                          | 2018 | Gold Coast | wieża 10 m synchronicznie mężczyzn     | 369.60 | 5.      |